# ستيف سميث (لاعب كرة قدم أمريكية)
ستيف سميث (بالإنجليزية: Steve Smith)‏ هو لاعب كرة قدم أمريكية أمريكي، ولد في 30 أغسطس 1964 في واشنطن العاصمة في الولايات المتحدة.

## وصلات خارجية
- ستيف سميث على موقع مرجع كرة القدم المحترفة.كوم (الإنجليزية)